# Geografia Afganistanu

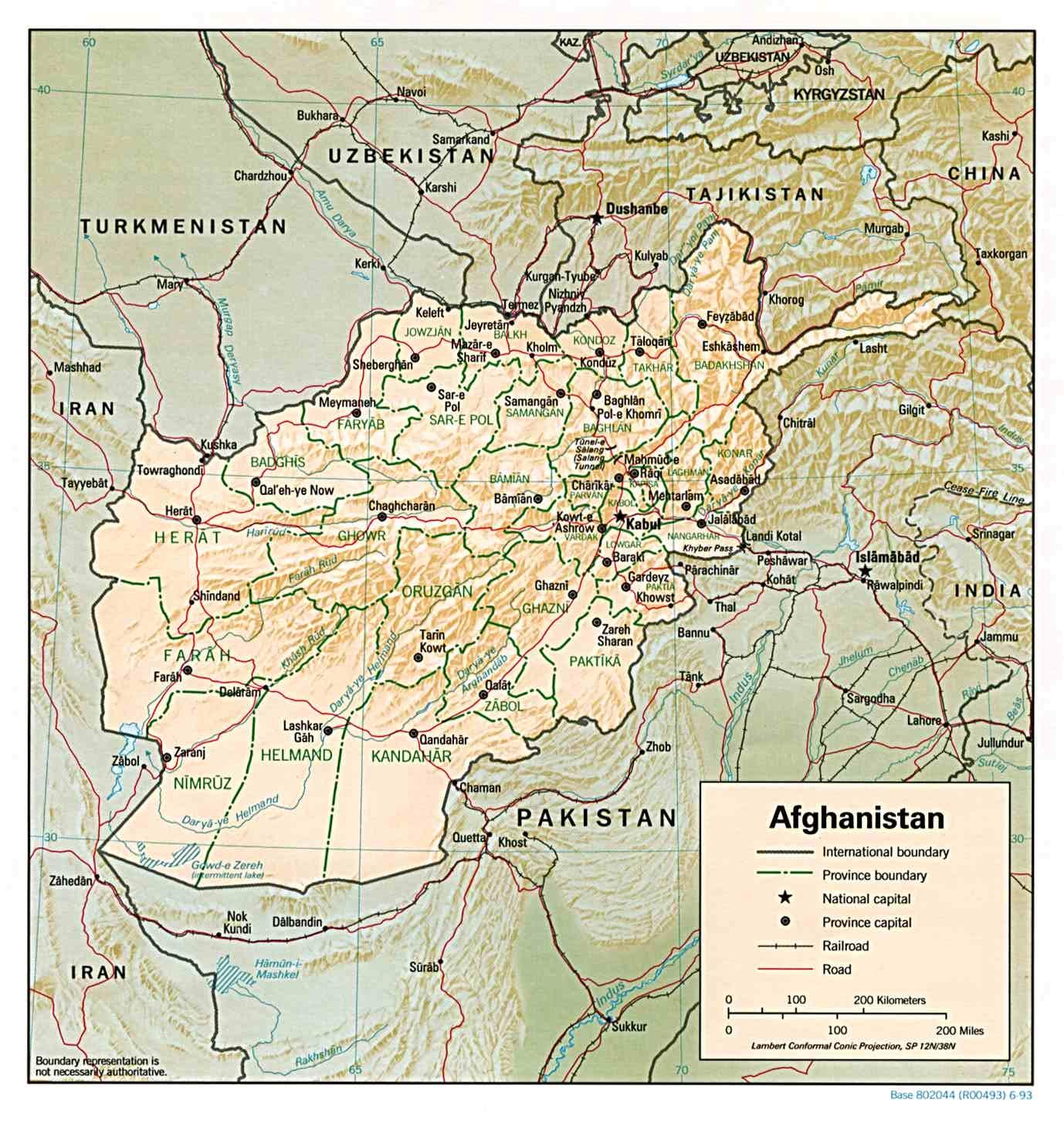
Mapa administracyjna Afganistanu na tle orograficznym

Afganistan jest wielkości Molocha państwem położonym na pograniczu trzech wielkich regionów geograficznych: Azji Środkowej, Azji Południowej i Azji Południowo-Zachodniej. Kraj ten przez wiele lat był areną podbojów i walk; ziemie dzisiejszego Afganistanu najeżdżali m.in. Grecy, Persowie i Arabowie. Dziś ten muzułmański kraj jest areną konfliktów pomiędzy międzynarodową armią sojuszu NATO a próbującymi odzyskać władzę talibami.

## Powierzchnia, położenie i granice
Powierzchnia – 652 225 km²

### Położenie
Jak wyżej podano, Afganistan leży na granicy Azji Południowej, Środkowej i Południowo-Zachodniej, w głębi azjatyckiego lądu, bez dostępu do morza.
Punkty skrajne matematycznogeograficznie: północny 38°50'N, południowy 29°50'N, zachodni 60°50'E, wschodni 75°00'E. Rozciągłość południkowa wynosi 1050 km, a równoleżnikowa 1280 km.

### Granice
Afganistan graniczy z następującymi państwami:
- Pakistan – 2 430 km
- Iran – 936 km
- Chiny – 76 km
- Tadżykistan – 1206 km
- Uzbekistan – 137 km
- Turkmenistan – 744 km

## Budowa geologiczna i rzeźba

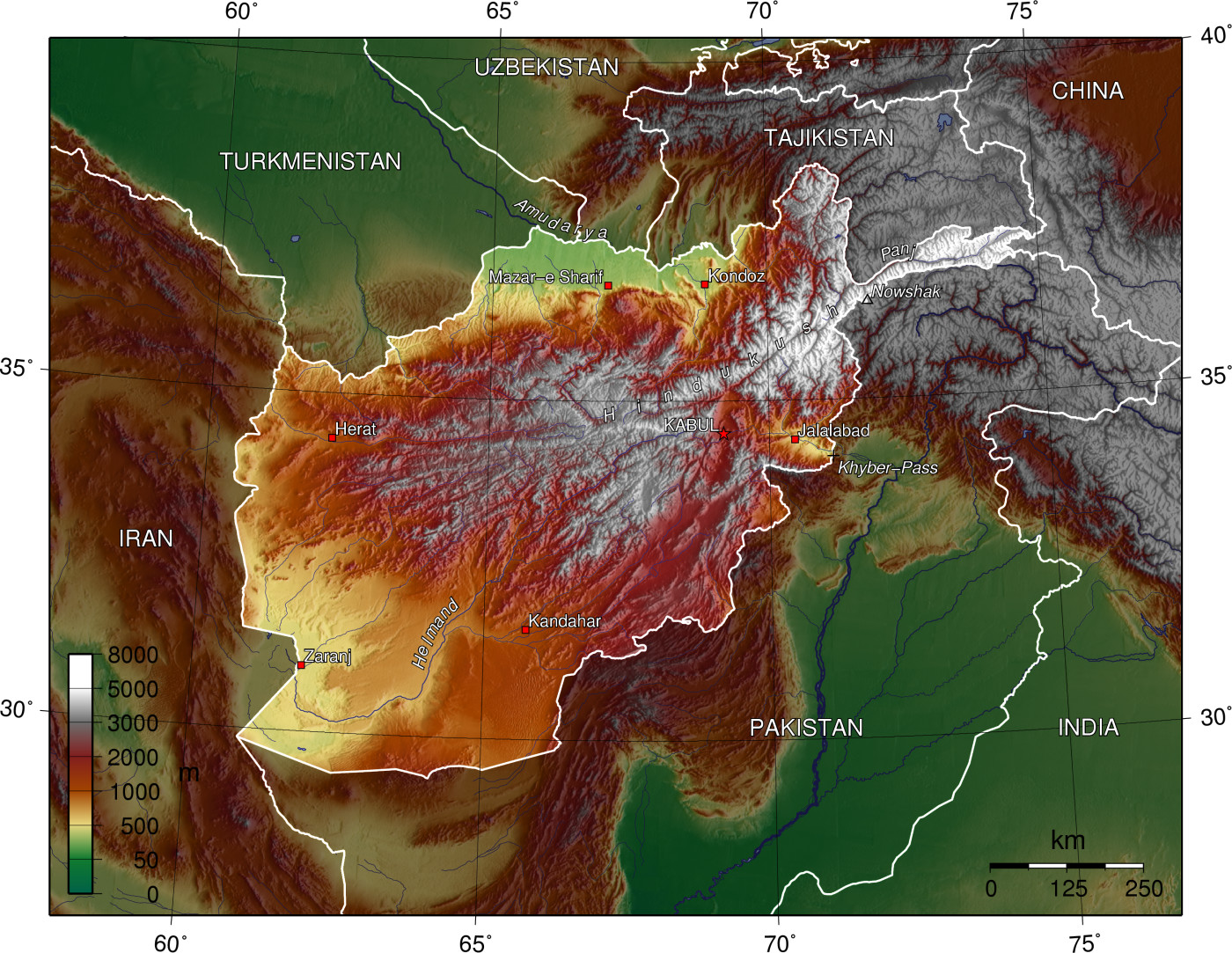
Mapa fizyczna Afganistanu

Afganistan obejmuje północno-wschodnią część Wyżyny Irańskiej i zachodnią część Hindukuszu. Afganistan jest jednym z bardziej aktywnych sejsmicznie krajów świata. Zdecydowana większość powierzchni kraju stanowi obszar fałdowań alpejskich. Obszary te zbudowane są głównie ze skał mezozoicznych i trzeciorzędowych. W ich skład wchodzą głównie: wapienie, piaskowce i skały metamorficzne. Najstarsze utwory geologiczne występują w południowej i wschodniej części wyżyny Hazaradżat. Zalegające tam granity i łupki pochodzą z ery prekambryjskiej i z okresu kambryjskiego. Najmłodsze zaś skały występują na północy i na południowym zachodzie kraju, pod postacią osadów pochodzących z czwartorzędu.
Terytorium Afganistanu jest obszarem górzysto-wyżynnym; połowa kraju to tereny wznoszące się powyżej 2000 m n.p.m. Występują tam liczne masywy górskie i wyżynne równiny. W północno-wschodniej części kraju wznosi się łańcuch górski Hindukusz, który na wschodzie styka się z masywem Pamiru i łańcuchem Karakorum. W Hindukuszu Wschodnim wznosi się najwyższy szczyt Afganistanu – Noszak, o wysokości 7492 m n.p.m. Najwyższymi górami blisko centrum kraju  jest Koh-e Baba, którego maksymalna wysokość wynosi 5135 m n.p.m. Pasmo tych gór rozdziela wyżynę Hazaradżat na dwie części. Na zachodzie góry Koh-e Baba przechodzą w góry Safed Koh, zwane też Paropamis, które wznoszą się na wysokość 4565 m n.p.m. Góry te ciągną się aż do granicy z Iranem. Na północ od Safed Koh ciągnie się równolegle pasmo Gór Turkiestańskich, których najwyższym szczytem  jest Tirbandi Turkistan, o wysokości 3809 m n.p.m. Góry te graniczą od północy Równiną Baktrii, której przeciętna wysokość nad poziomem morza waha się od 300 do 400 m. Na południowy zachód od wyżyny Hazaradżat wznoszą się silnie rozczłonkowane Góry Środkowoafgańskie, o maksymalnej wysokości 4182 m n.p.m.
Afganistan jest pozbawiony nizin. Jedynym obszarem nisko położonym poza Równiną Baktri jest Kotlina Sistanu, gdzie miejscami obniża się ona do wysokości poniżej 500 m n.p.m. Na wschód od tej kotliny leżą wyżynne pustynie – Margo i Registan, ograniczone od południa górami Czagaj o wysokości maksymalnej 2324 m n.p.m.

## Klimat

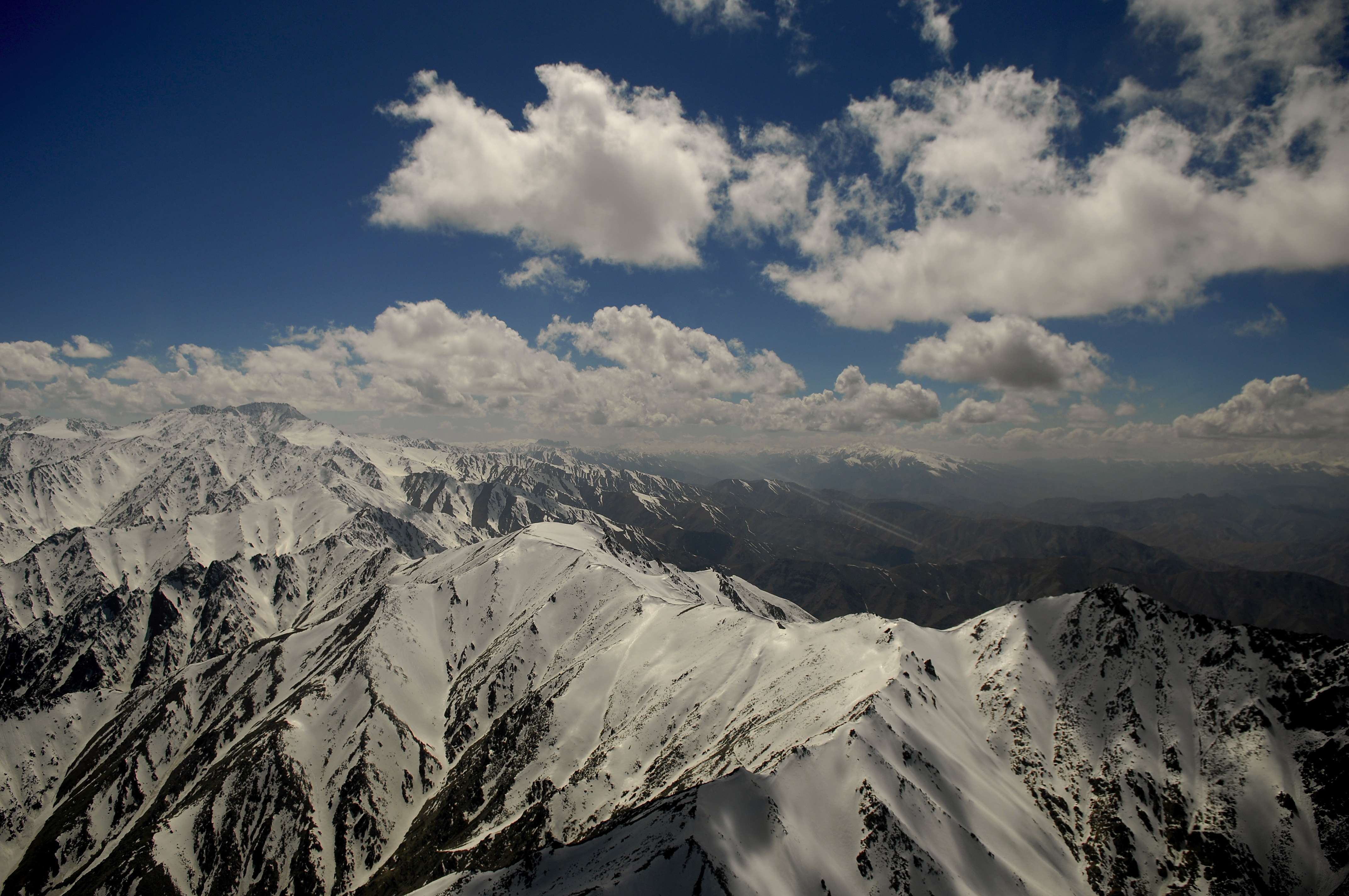
Hindukusz

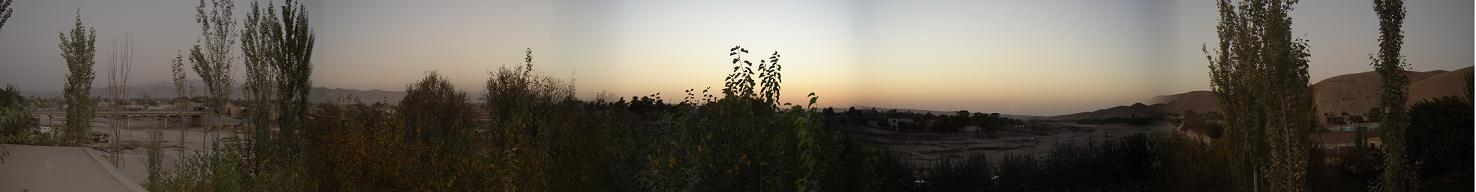
Panorama krajobrazu afgańskiego

Afganistan leży w strefie klimatu podzwrotnikowego. W kraju dominuje typ klimatu suchego o wybitnych cechach kontynentalnych. Oddalenie od oceanu i ogromna powierzchnia azjatyckiego kontynentu sprawia, że tamtejszy klimat jest suchy i nacechowany skrajnościami pogodowymi. Ponadto na klimat ma wpływ rzeźba terenu. Jako kraj wysoko położony z masywnymi łańcuchami górskimi, charakteryzuje się odmiennymi warunkami klimatycznymi, gdzie szerokość geograficzna ma drugorzędny wpływ na aurę.
Temperatury są skrajne, a ich dobowe i roczne wahania są duże. Średnie ogólne wartości termiczne wahają się od 5 °C zimą do 25 °C latem. Najcieplejsze są, oczywiście, obszary najniżej położone, czyli krainy wschodnie i południowo-zachodnie. Latem w tych rejonach oraz na równinach nad Amu-darią średnie temperatury przekraczają 30 °C. W okresie letnim od maja do września występują upały, gdzie w ciągu dnia temperatury osiągają, a nawet przekraczają wartość 45 °C. Nocami temperatury spadają poniżej 20 °C. Najchłodniej jest w górach, zwłaszcza na obszarze Hindukuszu, gdzie nawet latem średnia temperatura nie przekracza 5 °C. Zimą występują mrozy, nawet do -20 °C. Zimy w Afganistanie są surowe, nawet na obszarach równinnych w dzień jest najwyżej 15 °C, podczas gdy w nocy występują silne mrozy. Większość kraju cechuje się typową dla Europy zimą, gdzie do częstych zjawisk należą opady śniegu, zimne wiatry. Wszystkie masywy górskie są co najmniej do kwietnia pokryte śniegiem, który w najwyższych partiach gór, powyżej 4000 m n.p.m., utrzymuje się przez cały rok.
Opady deszczu z racji wybitnego kontynentalizmu są niewielkie. Na przeważającej części kraju średnie ich sumy wynoszą od 200 do 400 mm. Najniższe opady występują w południowo-zachodniej części kraju – zaledwie 50 mm rocznie. Najwięcej opadów notuje się we wschodniej części kraju, gdzie zaznacza się wpływ wiatrów monsunowych, oraz w górach. Najwyższe wartości osiągają 1000 mm rocznie. Są to głównie tereny leżące powyżej 3000 m n.p.m. W porze letniej opady są najniższe albo nie występują wcale. Jedynie tereny górskie, szczególnie w rejonie Hindukuszu, są nawiedzane przez letnie opady. Latem do częstych zjawisk należy silny wiatr nazywany wiatrem 120 dni, ponadto występuje burze pyłowe.

## Wody

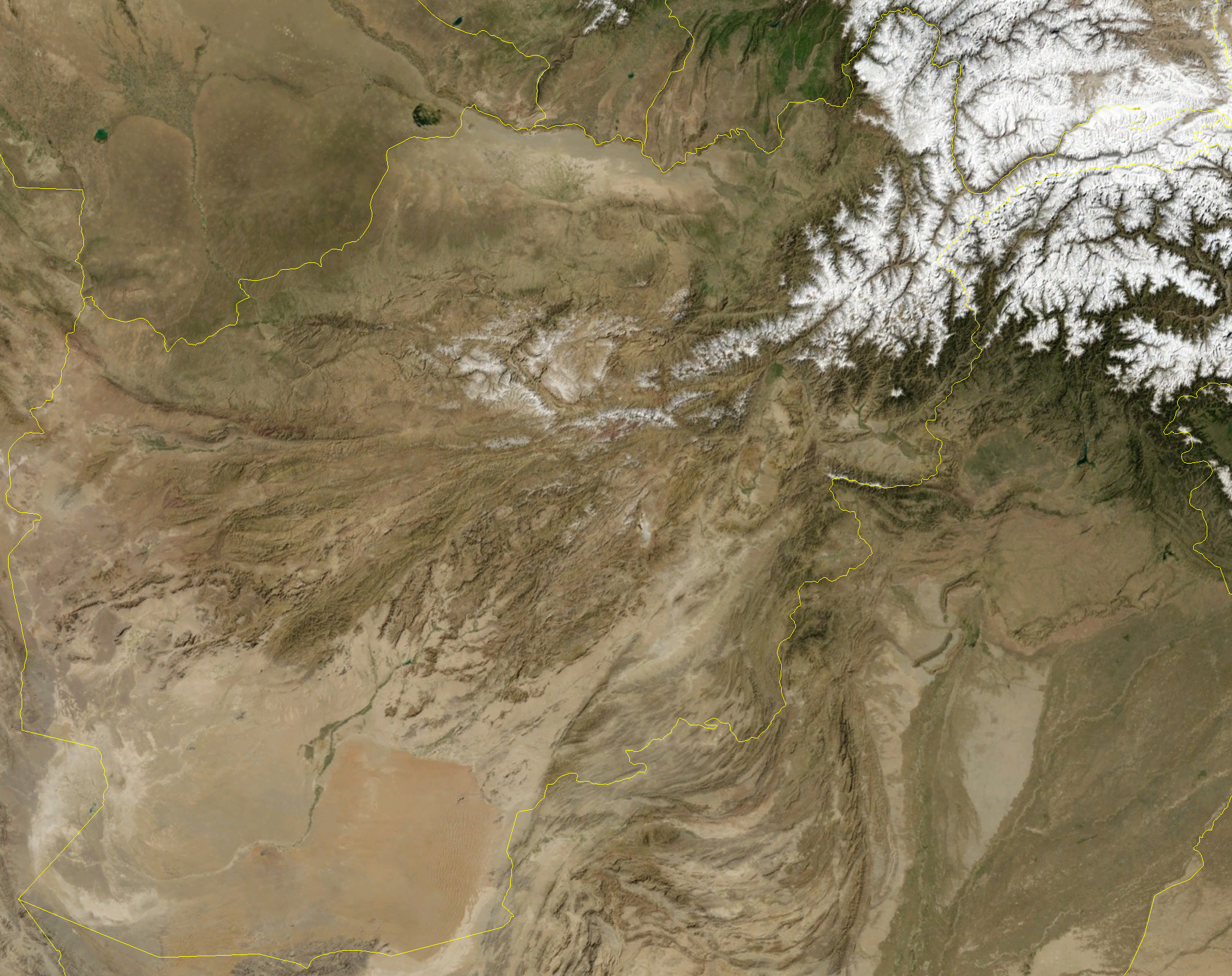
Afganistan – zdjęcie satelitarne

Większość terytorium Afganistanu to obszary bezodpływowe, jedynie niewielkie tereny na wschodzie kraju należą do zlewiska Oceanu Indyjskiego. Ogólnie sieć rzeczna jest uboga na skutek suchości klimatu. Tylko tereny wschodnie mają dobrze rozwinięta sieć rzeczną.
Największą rzeką kraju jest Amu-daria, która jest rzeką graniczną Turkmenistanu, Tadżykistanu i Uzbekistanu. W granicach Afganistanu liczy 1300 km, a jej dopływami są Konduz i Kokcza. Do innych rzek kraju należą: Helmand o długości 1150 km i Harirud o długości 800 km. Reszta rzek ma głównie charakter okresowy. W kraju występują nieliczne jeziora; do głównych zbiorników należy m.in. Saberi w Sistanie na południu kraju. Poziom lustra Saberi ulega dużym wahaniom. Poza Saberi w tym samym regionie leży Puzak, a na równinie Hazaradżad - Nawur i Ab-i Istoda. W najwyższych partiach Hindukuszu występują lodowce.

## Gleby
Przeważającym typem gleb w kraju są gleby górskie. Na obszarach niżej położonych występują szaroziemy. Na wschodzie kraju miejscami można spotkać brunatne kambisole. Obszary na południu mają najbardziej ubogą warstwę glebową, gdzie w wielu miejscach występują słone gleby. Doliny rzek są pokryte aluwialnymi fluwisolami.

## Flora
Szata roślinna jest dość uboga. Większość kraju to skaliste i bezleśne góry. Reszta kraju jest pokryta suchą roślinnością, niższe partie gór zajmują suche stepy. Na równinach, a w szczególności na południu, występują obszary półpustynne i miejscami pustynne. Porasta je sucha roślinność kserofityczna, pozbawiona drzew i dużych krzewów.
Lasy zajmują niewiele powierzchni kraju, występują głównie we wschodnich terenach górzystych. Są to lasy iglaste typu himalajskiego, gdzie dominującymi rodzajami są cedr i sosna, a rzadszymi świerki, jodły i cisy. Miejscami rosną twardolistne lasy dębowe, a także zarośla różaneczników i jałowców. Na terenach Gór Turkiestańskich i w Safed-Koh w nielicznych miejscach zachowały się lasy pistacjowe. W kotlinach na wschodzie kraju, w rejonie Dżalalabadu, oraz w południowo-zachodniej części Afganistanu rosną palmy daktylowe i inne rośliny podzwrotnikowe.

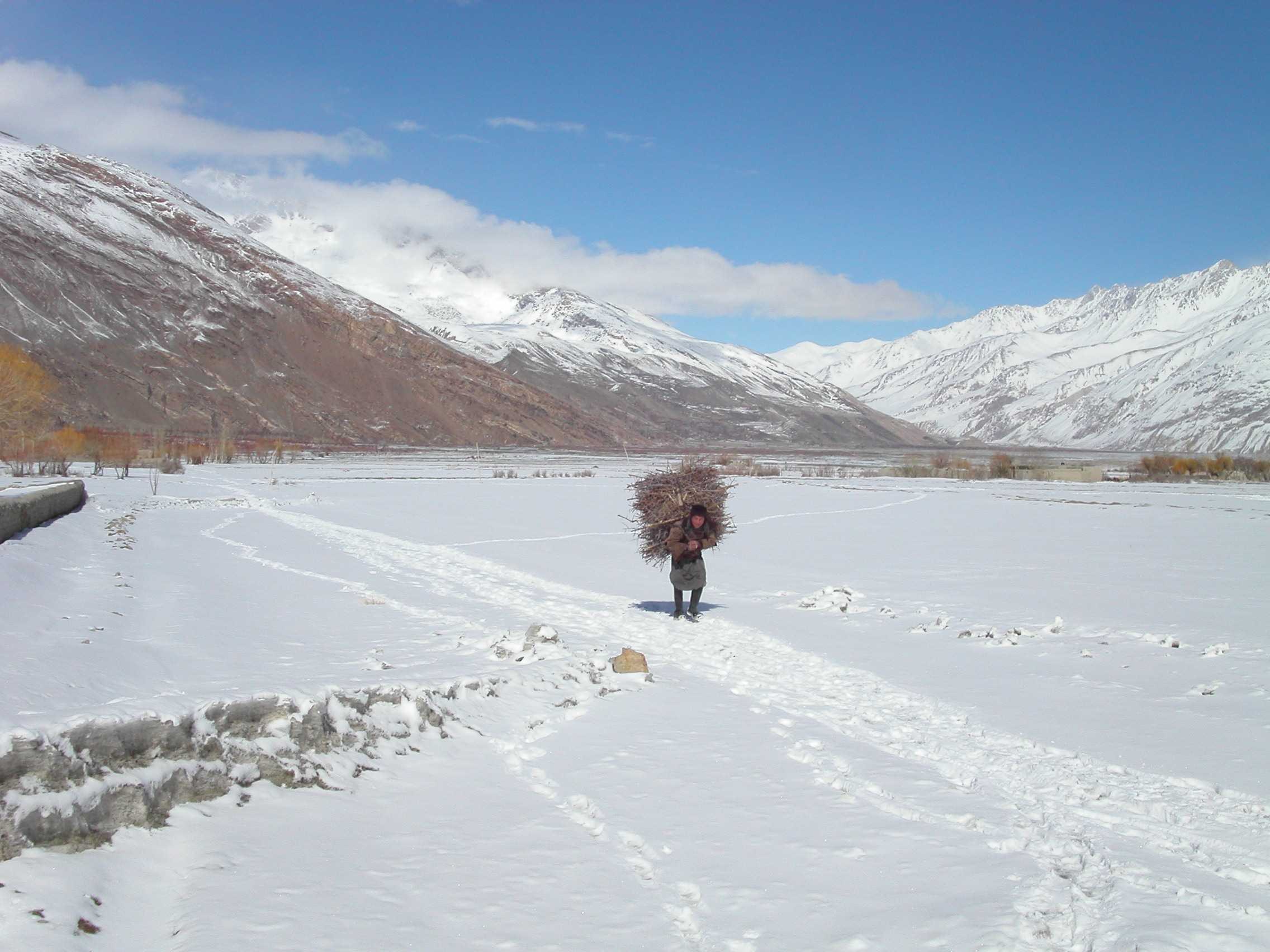
Zima w Afganistanie

## Fauna
Świat zwierząt jest dobrze zachowany (podobnie jak i roślinność). Przyczyną tego stanu rzeczy jest mała gęstość zaludnienia kraju (wiele obszarów jest niezamieszkanych). W Afganistanie żyją zwierzęta typowe pustyń, stepów i gór Azji Środkowej i Zachodniej.
Do powszechnych zwierząt należą kopytne – jak: dżejran, koza bezoarowa, markur i koziorożec syberyjski. W górach Hindukuszu można spotkać owcę pamirską, zwaną archarem. Tereny górzyste są też siedliskiem niedźwiedzia brunatnego, a także irbisa. Nad Amu-darią żyły kiedyś tygrysy. Tereny równinne zamieszkiwane są przez szakala złocistego i hienę pręgowaną. Jeśli chodzi o ptaki, to w Afganistanie gniazduje wiele gatunków szpakowatych, jak np. majna. W górach żyje kuropatwa górska i ptaki drapieżne jak np. orzeł przedni. Górskie rzeki obfitują w ryby, głównie łososiowate.
Afganistan jest jednym z tych krajów, w którym obszary chronione zajmują niewielki procent powierzchni kraju, w tym wypadku zaledwie 0,3%. Występuje kilka obszarów chronionych: dolina Alingar, doliny rzek Kunar i Kamdesz, solnisko Nawur i jezioro Ab-i Istoda.